# Marek Čech
Marek Čech (Tőketerebes, 1983. január 26. –) szlovák válogatott labdarúgó, jelenleg a Bologna játékosa. Posztját tekintve balhátvéd.

## Sikerei, díjai
Inter Bratislava
- Szlovák bajnok (1): 2000–01
- Szlovák kupagyőztes (1): 2000–01
- Szlovák szuperkupagyőztes (1): 2007

Sparta Praha
- Cseh bajnok (1): 2004–05

FC Porto
- Portugál bajnok (3): 2005–06, 2006–07, 2007–08
- Portugál kupagyőztes (1): 2005–06
- Portugál szuperkupagyőztes (1): 2006

Szlovákia U19
- U19-es Európa-bajnokság bronzérmes (1): 2002

## Külső hivatkozások
- Peter Pekarík a national-football-teams.com honlapján